# Жиг
Жиг или заштитни знак или регистровани заштитни знак (енгл. trademark, trade mark, trade-mark) је препознатљиви и заштићени знак или индикатор права појединца, привредног друштва или других правних лица која идентификују своје производе и услуге за потрошаче као јединствене и разликују своје производе или услуге од оних других ентитета.
Жиг се означава следећим симболима:
- ™ (за нерегистроване робне знаке, знак се користи за промовисање или брендирање робе);
- ℠ (за нерегистроване услужне знаке, знак се користи за промовисање или брендирање услуга);
- ® (за регистроване заштитне знаке).

Жиг је најчешће име, реч, фраза, лого, симбол, дизајн, слика или комбинација ових елемената. Такође, постоји низ неконвенционалних заштитних знакова који обухвата знакове који не спадају у ове стандардне категорије, као што су оне које се заснивају на боји, мирису или звуку.

## Индивидуални, колективни и жиг гаранције
Индивидуални жиг је правно заштићен знак који у промету користи носилац, односно власник жига. Носилац индивидуалног жига је физичко или правно лице, на чије име је жиг регистрован у Заводу за интелектуалну својину. Колективни жиг поред носиоца жига користе и друга лица која је носилац жига својим општим актом на то овластио. Жиг гаранције је жиг који користи више привредних друштава под надзором носиоца жига, а који служе као гаранција квалитета, географског порекла, начина производње или других заједничких обележја робе или услуга тих привредних друштава.

## Правна заштита знака
Правна заштита знака којим се у промету обележавају робе или услуге није законска обавеза, већ је одлука о његовој правној заштити препуштена слободној вољи онога који знак користи. Привредни субјект који користи свој знак у промету, неће трпети никакве правне санкције због тога што га није заштитио жигом. Правна заштита знака жигом нуди бројне користи за његовог власника. Поред осталих, и следеће:
- искључиво право власника да жигом обележава своје робе и услуге у промету на територији земље у којој је заштита призната
- искључиво право власника да свим другим лицима забрани неовлашћено коришћење истог или сличног знака за обележавање сличне или истоврсне робе и услуга у промету на територији земље у којој је заштита призната.
- лако доказивање пред судом, или неким другим државним органом, власништва над жигом (на основу решења о признању жига, исправе о жигу, или неког другог акта који доноси Завод за интелектуалну својину)
- жиг је значајно оруђе за: ексклузивност власника жига, будуће инвестиције, финансијски добитак од лиценци, франшизинга и преноса права...

## „Решерш жига“
Пре него што поднесе пријаву жига, свако заинтересовано лице може да захтева од Завода да изврши претраживање (решерш) жига, у циљу добијања података о томе – да ли постоји раније регистровани жиг или пријављени знак, који је истоветан или битно сличан знаку који странка жели да заштити жигом. У достављаном одговору, Завод износи своје мишљење о том питању, али никако на тај начин не сугерише странци, треба ли странка или не треба, да поднесе пријаву за признање жига. Странка је, независно од мишљења Завода, увек слободна да одлучи, хоће ли, или неће да поднесе пријаву за признање жига и није везана, спрам такве одлуке, мишљењем Завода. Ни сам Завод није дужан, да у поступку за признање жига следи своје мишљење изражено у решершу жига, већ може од њега да одступи, премда се то, веома ретко дешава. Подносилац захтева за решерш жига, треба у свом захтеву да назначи:
- назив знака за који тражи решерш, односно, да достави изглед знака (уколико се ради о графичком решењу или комбинацији речи и графизма);
- број класе (или класа) Међународне класификације роба и услуга на које се тај знак односи.

Захтев се подноси у слободној форми уз обавезан доказ о плаћеној такси за решерш жига. Доказ о плаћеној такси је стандардна уплатница коју подносилац захтева уплаћује на жиро рачун Завода. Износ таксе који подносилац захтева треба да уплати је 1.180 динара за један знак, ако се знак односи на робе и услуге разврстане у највише три класе Ничанске класификације. За сваку класу преко треће плаћа се додатних 300 динара. Ако подносилац захтева жели решерш за два знака, износ таксе ће бити двоструко већи, дакле, 2.360 динара – и тако редом. Подносилац захтева који тражи решерш за два или више знакова, не мора да попуњава посебне уплатнице за сваки појединачни знак, већ може једном уплатницом да уплати целокупан, збирни износ.

## Измене током поступка за признање жига
У пријави се не може накнадно битно изменити изглед знака. Битном изменом знака сматра се свака измена која мења дистинктивни карактер знака. Измена дистинктивног елемента знака увек представља битну измену знака, јер је то онај елемент у знаку који има функцију разликовања робе, односно услуга.
Списак роба, односно услуга не може се накнадно допуњавати, али се увек може сужавати. Допуна списка ће постојати онда када се накнадно додају робе, односно услуге које нису биле садржане у првобитном писку или када се уместо неке постојеће робе, односно услуге наведу робе, односно услуге друге врсте. Нпр. уместо дувана-цигарете; уместо одела-јакне.
Не сматра се допуном списка робе, односно услуга његово прецизирање. Прецизирање ће постојати у ситуацији када се списак робе који се односи на ширу категорију робе ограничи тако да се односи на појединачне робе из те категорије. Нпр. одећа (као шира категорија) прецизира се на сукње, панталоне, кошуље.
Ако у поступку заштите дође до промене назива подносиоца пријаве, његове адресе, односно и назива и адресе, подносилац треба да обавести о томе Завод путем одговарајућег формулара – захтева за упис промена у Регистар пријава жига који треба да буде попуњен писаћом машином или уз помоћ рачунара. 
Веома је важно да подносилац пријаве за признање жига, у току поступка заштите, информише Завод о свакој промени у вези са његовим статусом или дестинацијом (промени назива, промени адресе, промени назива и адресе), али и о преносу права из пријаве на друго правно или физичко лице, како би Завод могао да га информише о току поступка за признање жига. Све промене могу бити наведене на једном захтеву за упис промене у Регистар пријава жига али се то може учинити и на одвојеним захтевима.
Уз уредно попуњен захтев, подносилац пријаве за признање жига треба да достави и доказ о плаћеној такси, као и уредно пуномоћје, уколико се захтев подноси преко пуномоћника. За сваку промену која се тиче статуса или локације субјекта или је реч о преносу права из пријаве, плаћа се посебна такса.

## Обавеза коришћења жига у промету
Постоји обавеза коришћења жига у промету. Истина, носилац жига неће кривично или прекршајно одговарати ако не буде користио свој жиг у промету, али он тако ризикује да изгуби стечено право.
Уколико носилац жига не користи свој жиг у промету у року од пет или више година од датума регистрације жига, или уколико од дана последњег коришћења жига прође пет или више година, онда свако заинтересовано лице може захтевати од Завода доношење одлуке о престанку важења таквог жига. Завод ће обавестити носиоца жига о поднетом захтеву и дати му могућност да докаже супротно, то јест да он користи свој жиг. На основу свих расположивих доказа Завод ће донети одлуку хоће ли оспорени жиг одржати на снази или ће донети одлуку о његовом престанку.

## Трајање жига
Жиг се стиче уписом у Регистар жигова и траје десет година од дана подношења пријаве.

## Коришћење жига
Коришћењем жига сматра се:
- Стављање заштићеног знака на робу, њено паковање или средства за обележавања робе (етикете, налепнице, затварачи за флаше и слично)
- Нуђење робе, њено стављање у промет или њено складиштење у те сврхе или обављање услуга под заштићеним знаком
- Увоз, извоз или транзит робе под заштићеним знаком
- Коришћење заштићеног знака у пословној документацији или реклами

Коришћењем жига не сматра се:
- Рекламирање заштићеног знака без могућности набавке робе, односно коришћење услуге за коју је знак заштићен
- Плаћање таксе за продужење важења жига, као ни закључивање уговора о преносу права, лиценци и залози.

## Поступак за признање жига
Пријаву за признање жига може да поднесе свако физичко или правно лице које се бави прометом роба и пружањем услуга. Доказ о обављању привредне делатности у пријави за признање жига није потребно достављати. Пријава за признање жига треба да се састоји из следећих елемената:
- Захтев за признање жига
- Изглед знака
- Списак роба и услуга на које се знак односи
- Доказ о плаћеној такси